# Telford and Wrekin
Telford and Wrekin – dystrykt o statusie unitary authority w hrabstwie ceremonialnym Shropshire w Anglii. Nazwa pochodzi od miasta Telford i górki Wrekin. W 2011 roku dystrykt liczył 166 641 mieszkańców.

## Miasta
- Dawley
- Madeley
- Newport
- Oakengates
- Telford
- Wellington

## Inne miejscowości
Cherrington, Church Aston, Coalport, Cold Hatton, Crudgington, Edgmond, Ellerdine, Eyton upon the Weald Moors, High Ercall, Horsehay, Ironbridge, Kynnersley, Lilleshall, Little Wenlock, Longdon-on-Tern, Longford, Muxton, Nash, Osbaston, Roden, Rodington, Rowton, Tibberton, Walcot, Wrockwardine, Wrockwardine Wood.